# 5835 Mainfranken
5835 Mainfranken è un asteroide della fascia principale. Scoperto nel 1992, presenta un'orbita caratterizzata da un semiasse maggiore pari a 3,2063422 au e da un'eccentricità di 0,1443022, inclinata di 4,91779° rispetto all'eclittica.
Dal 25 aprile al 25 maggio 1994, quando 5924 Teruo ricevette la denominazione ufficiale, è stato l'asteroide denominato con il più alto numero ordinale. Prima della sua denominazione, il primato era di 5748 Davebrin.
L'asteroide è dedicato al Distretto della Bassa Franconia in Baviera secondo l'endonimo adottato tra il 1933 e il 1945.